# Атоци
Атоци (груз. ატოცი) — село в Грузии, в Карельском муниципалитете края Шида-Картли, в общине села Бредза.

## Расположение
Расположено на левом берегу реки Проне Восточная, на высоте 870 м над уровнем моря. Отдалён на 27 километров от города Карели.

## Население
По результатам официальной переписи населения 2014 года в Атоци проживало 239 человек (118 мужчин и 121 женщин).
| Год  | Численность |
| ---- | ----------- |
| 2002 | 311         |
| 2014 | ▼ 239       |

## Достопримечательности
В селе расположены 4 церкви, крепость и 2 городища.

## Инфраструктура
В селе функционирует публичная школа с 12 классным обучением.